# Yoshib
Yoshib es una localidad del estado mexicano de Chiapas. Es parte del municipio de Oxchuc.

## Demografía
| Gráfica de evolución demográfica |
|                                  |

| Censo | Población |
| ----- | --------- |
| 1921  | 106       |
| 1930  | 43        |
| 1940  | 173       |
| 1950  | 270       |
| 1960  | 650       |
| 1970  | 320       |
| 1980  | —         |
| 1990  | 2 870     |
| 2000  | 2 979     |
| 2010  | 3 722     |
| 2020  | 3 625     |